# ماریان وورنین
ماریان وورنین (انگلیسی: Marian Woronin؛ زادهٔ ۱۳ اوت ۱۹۵۶) دونده، و ورزشکار دو و میدانی اهل لهستان است.
از باشگاه‌هایی که در آن بازی کرده‌است می‌توان به باشگاه فوتبال پولونیا ورشو اشاره کرد.